# Сельвог Нордос, Лассе
Ла́ссе Се́львог Но́рдос (норв. Lasse Selvåg Nordås; 10 февраля 2002, Лиллестрём, Норвегия) — норвежский футболист, нападающий клуба «Тромсё».

## Клубная карьера
Нордос — воспитанник клуба «Лиллестрём» из своего родного города. Летом 2020 года Лассе перешёл в «Стрёммен». 3 июля в матче против «Улл/Киса» он дебютировал в Первом дивизионе Норвегии. 3 августа в поединке против «Рёуфосс» Лассе забил свой первый гол за «Стрёммен». В 2021 году Нордос перешёл в «Будё-Глимт». 27 мая в матче против «Хёугесунна» он дебютировал в Типпелиге. 27 июня в поединке против «Стабека» Лассе забил свой первый гол за «Будё-Глимт». 